# Elena Dement'eva
Elena Vjačeslavovna Dement'eva (in russo Елена Вячеславовна Дементьева?; Mosca, 15 ottobre 1981) è un'allenatrice di tennis ed ex tennista russa.
In carriera è stata numero tre del mondo nell'aprile 2009, vincendo in tutto sedici tornei WTA in singolare a fronte di altrettante finali perse. Con la semifinale raggiunta agli US Open 2000, diventa la prima tennista russa a raggiungere tale traguardo nel Major statunitense. Tuttavia, vanta anche due finali Slam, raggiunte rispettivamente al Roland Garros e allo US Open nel 2004 e poi perse contro le connazionali Anastasija Myskina e Svetlana Kuznecova. 
Ha partecipato in totale a 10 WTA Finals, giungendo solamente due volte in semifinale nel 2000 e nel 2008. Inoltre, ha terminato la stagione per sette volte tra le migliori dieci al mondo tra il 2003 e il 2010, con l'eccezione del 2007 quando scivolò all'undicesima posizione.
Nel suo palmarès sono presenti anche due medaglie olimpiche, ovvero una d'oro vinta alle Olimpiadi di Pechino 2008 e una d'argento alle Olimpiadi di Sydney 2000, insieme a una Fed Cup vinta nel 2005. Con la vittoria della medaglia d'oro a Pechino, è diventata la prima e unica tennista russa nella storia a vincerla, dopo aver battuto le connazionali Vera Zvonarëva in semifinale e Dinara Safina in finale.
Soddisfazioni sono arrivate anche nel doppio, specialità nella quale è stata numero cinque della classifica mondiale vincendo sei tornei WTA tra cui il Master di fine anno nel 2002. Ha raggiunto, inoltre, altre sette finali in questa specialità, tra cui la finale agli US Open nel 2002 con Janette Husárová e nel 2005 con Flavia Pennetta. 
Ha annunciato il ritiro dalle competizioni nell'ottobre 2010, all'età di 29 anni.

## Carriera tennistica

### 1999: gli inizi, top 100 e 1ª finale in Fed Cup
Il 1999 segna l'esordio di Dement'eva in un torneo del Grande Slam, precisamente agli Australian Open. Qui, si impone nelle qualificazioni su Laurence Andretto per 6-4 6-1, Melissa Dowse per 6-2 6-1 e Jolene Watanabe-Giltz con un periodico 6-3. Accede, così, per la prima volta nel main draw, dove supera con facilità anche Gloria Pizzichini. Tuttavia, la sua corsa termina nel secondo turno, sconfitta dalla numero due del mondo Martina Hingis. 
Successivamente, non passa le qualificazioni a Prostějov e al Lipton Championships, mentre si qualifica ad Amburgo, per poi cedere a Silvia Farina Elia. Fa meglio a Roma, in quanto esce al secondo turno per mano della top 20 Amélie Mauresmo, la quale si impone in rimonta per 6-1 3-6 5-7. Disputa gli Open di Francia uscendo al terzo turno di qualificazione, a causa della sconfitta inflittale da Pavlina Nola; tuttavia, rientra nel tabellone principale come lucky loser e riesce a estromettere Laura Golarsa, prima di cedere per 5-7 al terzo set contro Nathalie Dechy. 
Nel 1999 Elena rappresentò la Russia nella finale di Fed Cup contro gli USA, segnando l'unico punto del suo team, grazie alla vittoria contro Venus Williams. Nel 1999 aveva compiuto anche il suo esordio in un torneo del Grande Slam, qualificandosi per l'Australian Open, il Roland Garros e Wimbledon e accedendo direttamente al tabellone dello US Open, nel quale ottenne il risultato migliore raggiungendo il terzo turno.
Raggiunge i suoi primi quarti di finale a Tashkent, in seguito alle vittorie su Hila Rosen per 7-5 6-4 e su Tat'jana Panova per 6-3 3-0 (la connazionale si ritira). Nel turno seguente, viene rimontata da Tina Pisnik. 
Apre la stagione sull'erba con la qualificazione a Wimbledon. Sui campi londinesi, annichilisce Vanessa Menga e Karin Miller, mentre viene sconfitta da Seda Noorlander in un match complicato (5-7 7-5 4-6). Come a Parigi, viene ripescata come lucky loser, ma stavolta ha meno fortuna: viene rimontata all'esordio da Dominique Monami, numero 14 delle classifiche.
Ritorna sui campi in terra battuta nel torneo di Palermo, raggiungendo le sue prime semifinali ai danni di Patricia Wartusch, Samantha Reeves e Sarah Pitkowski-Malcor, per poi perdere in tre parziali contro la connazionale Anastasija Myskina. A fine torneo, entra per la prima volta tra le prime cento tenniste del mondo, fermandosi all'86º posto. 
Dopo l'uscita da due tornei nelle qualificazioni, si presenta agli US Open. Si sbarazza di Christína Papadáki con un periodico 6-2 e rimonta Fabiola Zuluaga con il punteggio di 4-6 6-3 6-1; viene poi sconfitta da Conchita Martínez, nº 17 WTA, dandole comunque del filo da torcere: 2-6 6-2 4-6. Tuttavia, sale alla posizione nº 69. 
Viene chiamata per giocare la finale contro gli Stati Uniti della Fed Cup 1999. Si aggiudicherà l'unico punto della Russia grazie alla sorprendente vittoria su Venus Williams, con il punteggio di 1-6 6-3 7–6(5). Infatti, verrà poi sconfitta da Lindsay Davenport con un netto 4-6 0-6 e, insieme a Elena Makarova, dalle Sorelle Williams per 2-6 1-6. 
Superate le qualificazioni a Stoccarda, supera Lisa Raymond, prima di cedere alla top 10 Barbara Schett. Segue un primo turno a Zurigo (perso contro Corina Morariu) e a Mosca (cede contro Tat'jana Panova).
Chiude la stagione alla posizione numero 57 del mondo.

### 2000: argento olimpico, semifinale agli US Open e top 15
Apre la stagione con la sconfitta a Sydney nel primo turno di qualificazione contro Nadia Petrova. Vince due partite agli Australian Open contro Paola Suárez (6-0 3-6 8-6) e Ángeles Montolio (6-4 6-3), prima di venire rimontata da Julie Halard-Decugis, testa di serie numero nove. 
Non si qualifica nel torneo di Parigi e di Hannover. Esplode, invece, nel torneo Tier I di Indian Wells, raggiungendo la semifinale contro ogni prognostico. Difatti, Dement'eva estromette in ordine: Katarina Srebotnik per 6-0 6-3; Anke Huber, nº 16 WTA, per 6-4 4-6 6-4; Magüi Serna per 4-6 6-4 6-4; Nathalie Dechy per 7–6(2) 6-2 e Chanda Rubin per 6-4 6-1. Affronta la numero due del mondo, Lindsay Davenport, che annichilisce la russa un'altra volta. A fine torneo sale al 39º posto del ranking. Nel torneo di Miami, invece, raggiunge gli ottavi di finale superando Daniela Hantuchová per 5-7 6-2 6-2; usufruisce del ritiro nel secondo parziale della top 5 Mary Pierce ed estromette con facilità Sarah Pitkowski-Malcor. Viene fermata in rimonta da Sandrine Testud, nº 13 WTA. 
Esce di scena nel secondo turno del torneo di Ponte Vedra Beach al secondo turno per mano della top 10 Conchita Martínez. A Charleston viene sconfitta nel terzo turno da Amanda Coetzer. 
Ritorna in Europa, precisamente a Berlino, dove si spinge fino ai quarti di finale imponendosi, tra le altre, su Arantxa Sánchez Vicario, numero nove della classifica mondiale, con il punteggio di 6-4 5-7 6-2: è la prima vittoria ufficiale su una giocatrice top 10. Sarà poi Joannette Kruger a superare la russa nel tie-break del terzo parziale. Ciò nonostante, entra di diritto tra le migliori 30 (26a tennista al mondo). Giunge a Roma, ma viene eliminata per la terza volta consecutiva da Lindsay Davenport, ora diventata la numero uno del mondo. Segue un ritiro nel secondo turno all'Open di Francia prima del match contro Virginie Razzano.
Recupera in tempo per Wimbledon, ma viene annichilita dalla connazionale Nadia Petrova, la quale le lascia appena due games. 
Inizia la stagione sul cemento americano nel torneo di Estyle.com Classic. Qui, supera Nathalie Dechy, Kristina Brandi e Lisa Raymond, per poi cedere in semifinale nuovamente a Lindsay Davenport. Successivamente, agli US Open sorprende tutti, poiché si spinge fino alla semifinale stabilendo un record: diventa la prima tennista russa a tagliare tale traguardo nel torneo newyorkese. Qui, supera in ordine: Tara Snyder per 7-5 6-1; Sylvia Plischke per 6-4 7–6(6); Conchita Martínez, numero sette del mondo, per 6-4 6-1; Lilia Osterloh per 6-3 6(4)–7 7–6(5) ed Anke Huber, numero dieci del ranking, per 6-1 3-6 6-3. In semifinale affronta la sua bestia nera, la Davenport, contro la quale non ha scampo per la quinta volta (2-6 6(5)–7). Questo ottimo risultato, le consente di salire alla 19ª posizione della classifica mondiale, sua prima volta tra le top 20.
Rappresenta la Russia alle Olimpiadi di Sydney, proseguendo con il suo ottimo andamento. Nella corsa alla medaglia d'oro, supera in ordine: Miroslava Vavrinec per 6-1 6-1; Kristie Boogert per 6-2 4-6 7-5; Karina Habšudová per 6-2 6-1; Barbara Schett, testa di serie numero dodici, per 2-6 6-2 6-1 e Jelena Dokić per 2-6 6-4 6-4. È chiamata ad affronta Venus Williams in finale, ma viene travolta dalla statunitense che si vendica in due comodi parziali. 
Il finale di stagione non è dei migliori e vede la Dement'eva venire sconfitta a Zurigo nel secondo turno da Anastasia Myskina, all'esordio a Linz per mano di Cara Black, ai quarti di finale a Mosca contro Martina Hingis (nº 1 WTA) e a Lipsia contro Elena Lichovceva, in semifinale a New York da Monica Seles (nº 4 WTA). Tuttavia, in quest'ultimo torneo Elena riesce finalmente ad imporsi sulla Davenport con lo score di 3-6 7–6(7) 6-4.
Al termine della stagione, il 25 dicembre 2000 Dement'eva diventa la tennista numero dodici del mondo. Inoltre, viene dichiarata la giocatrice WTA più migliorata (tour's Most Improved Player).

### 2001: due finali WTA, top 10 e 2ª finale in Fed Cup
Inizia il 2001 con la sconfitta nei quarti di finale a Canberra, per mano di Nathalie Dechy. Agli Australian Open le viene accreditata la nona testa di serie, ma delude le aspettative venendo eliminata in rimonta nel terzo turno da Dája Bedáňová, nº 50 del mondo. Seguono un secondo turno a Parigi e a Nizza, estromessa entrambe le volte da Magdalena Maleeva (che le infligge anche un bagel). Tuttavia, sale alla decima posizione del mondo, entrando per la prima volta nella top 10. In un inizio di stagione privo di successi, spicca una finale raggiunta ad Acapulco, poi persa per mano di Amanda Coetzer con il punteggio di 6-2 1-6 2-6. 
Successivamente, a Indian Wells supera Kristina Brandi per 6-2 6-0, Anne Kremer per 6-1 6-4 ed usufruisce del ritiro di Lina Krasnoruckaja sul 6-3 per Dement'eva; nei quarti di finale viene annichilita dalla numero tre del mondo, Venus Williams. Si rifà a Miami raggiungendo la semifinale senza perdere un set. Infatti, la russa ottiene un bye al primo turno, per superare con lo score 6-2 2-0 (causa ritiro) Alexandra Stevenson; Silvija Talaja per 6-4 6-2 ed Arantxa Sánchez Vicario, ex top 10, per 6-1 6-2 e per la seconda volta in carriera supera la numero due della classifica, Lindsay Davenport, stavolta per 6-3 1-0, poiché la statunitense si ritira. Nonostante ciò, viene annientata da Jennifer Capriati, la quale le lascia la miseria di due games. 
Salita al nono posto, prende parte al torneo di Ponte Vedra Beach, venendo costretta al ritiro nei quarti di finale contro Amélie Mauresmo. All'Open di Francia non va oltre il secondo turno, sconfitta da Henrieta Nagyová. In seguito, perde all'esordio a 's-Hertogenbosch per mano di Iroda Tuljaganova, nº 68 del mondo. Nel torneo di Wimbledon, dopo due vittorie sofferte sulle meno quotate Allison Bradshaw e Bianka Lamade, cede ad Anke Huber per 0-6 2-6. Prende parte al torneo di Vienna, dove viene sconfitta ancora una volta da Tuljaganova. Interrompe la striscia di risultati negativi nella Fed Cup, dove si impone su Nagyová e Daniela Hantuchová. Nei successivi tornei, i risultati della russa sono i seguenti: quarti di finale nell'Estyle.com Classica, rimontata da Lindsay Davenport; terzo turno nella Rogers Cup, estromessa da Sandrine Testud per 7–6(2) 5-7 6(4)–7; primo turno a New Haven, fermata da Jelena Dokić. Si presenta agli US Open, dove elimina Cho Yoon-jeong per 6-3 7-5; Karina Habšudová per 7–6(5) 5-7 6-0 ed Anke Huber per 6-3 7-5. Viene poi sconfitta con difficoltà dalla top 5 Kim Clijsters. A fine Slam, scende alla posizione nº 17 del mondo.
Ritorna in Europa, dove disputa la semifinale in Lipsia, sconfitta nuovamente da Clijsters. Raggiunge la finale nel torneo di casa, la Kremlin Cup, imponendosi nei quarti di finale sulla numero uno del mondo, Martina Hingis. Tuttavia, incontra nuovamente Jelena Dokic, che le nega il trofeo.
La conclusione della stagione è deludente per Dement'eva: esce di scena all'esordio a Zurigo per mano della qualificata Marie-Gaïané Mikaelian (nº 105 del mondo), mentre a Linz non va oltre il secondo turno a causa di Tat'jana Panova, per poi venire eliminata subito da Cljisters a Monaco.
Per terminare il 2001, scende in campo nella finale della Fed Cup, ma l'esito è negativo con Elena che incassa una sconfitta contro la Cljisters e Nadia Petrova che fa altrettanto con Justine Henin. Il doppio, invece, è un successo, con la Petrova ed Elena Lichovceva vittoriose su Els Callens e Laurence Courtois. Tuttavia, tale risultato consente alla Russia di subire una sconfitta più indolore (1-2 per il Belgio).

### 2002: vittoria alle WTA Finals in doppio
Inaugura la nuova stagione con una sconfitta al primo turno a Sydney, contro Conchita Martínez. Dopo di che, estromette con facilità agli Australian Open Alina Židkova per 6-3 6-2, Anastasija Myskina per 6-4 6-2 e Magüi Serna per 6-1 6-2, prima di cedere contro Justine Henin negli ottavi di finale. Nel torneo di Tokyo viene fermata al secondo turno dalla connazionale Anna Kurnikova, wildcard e nº 99 del mondo, mentre a Parigi subisce la rimonta di Jelena Dokić nei quarti di finale. 
In qualità di finalista uscente, si presenta ad Acapulco, ma viene sorpresa da Paola Suárez in semifinale. Segue un terzo turno a Indian Wells, eliminata da Alexandra Stevenson e il quarto di finale a Miami, perso da Venus Williams per 7-5 3-6 2-6. In quest'ultimo torneo, si è aggiudicata il match contro Anne Kremer nel quarto turno con il punteggio di 1-6 7-5 7–6(14): si tratta di uno dei tie-break più lunghi della sua carriera. Inoltre, raggiunge i quarti di finale anche a Ponte Vedra Beach, eliminata ancora una volta da Jelena Dokić, autrice di una clamorosa rimonta. Infatti, l'australiana ha recuperato un 6-0 preso nel primo parziale e vinto la partita con il punteggio finale di 0-6 7–6(3) 6-1. 
In seguito, si ritira nel secondo turno a Charleston, ma recupera in tempo per la Fed Cup, dove subisce una pesante sconfitta contro Barbara Rittner, per poi rifarsi su Martina Müller. 
Prende parte al torneo di Bol, ma viene estromessa dopo un match complicato nei quarti di finale da Tathiana Garbin. Seguono le uscite all'esordio a Berlino, contro Angelika Roesch, nº 125 del mondo, e a Roma, contro Ai Sugiyama. Nell'Open di Francia, accreditata della tredicesima testa di serie, raggiunge gli ottavi di finale superando tenniste con il ranking inferiore alla top 50: Adriana Rikl Gersi, Åsa Svensson e Rossana de los Ríos, prima di cedere contro Clarisa Fernández, all'epoca nº 87 della classifica. 
Raggiunge la sua prima finale sull'erba all'Ordina Open ma cede alla greca Eléni Daniilídou, dopo essersi imposta su Marta Marrero, Bianka Lamade, Magdalena Maleeva e Tina Pisnik. Successivamente, si spinge fino agli ottavi di finale per la prima volta in carriera nel torneo di Wimbledon, sconfitta da Justine Henin. 
La seconda parte della stagione è priva di successi, tant'è che scivola alla posizione numero ventidue del ranking e disputa solo a metà ottobre la semifinale in un torneo. Si tratta del torneo di Stoccarda, dove si impone per la seconda volta consecutiva su Martina Hingis, prima di perdere contro Daniela Hantuchová. 
Nel 2002 ottenne significativi risultati nel doppio: in coppia con la slovacca Janette Husárová raggiunse la prima finale del Grande Slam, allo US Open e vinse il WTA Tour Championships.

### 2003-2005: anni di successi

#### 2003: primi tre titoli e rientro in top 10
Apre il 2003 con una sconfitta inflittale nel primo turno da Chanda Rubin a Sydney. In seguito, viene eliminata a sorpresa agli Australian Open all'esordio dalla qualificata Barbara Schwartz, nº 141 del mondo, con il punteggio 7-5 4-6 2-6. Di conseguenza, scende alla ventiduesima posizione della classifica mondiale, ma per un breve periodo, poiché con i quarti di finale disputati a Tokyo (poi persi contro Rubin), risale al 20º posto. Successivamente, a Parigi raggiunge la semifinale grazie alle vittorie su Denisa Chládková per 6-4 6-3, Rita Grande per 6-3 4-6 6-3 e Daniela Hantuchová, numero cinque del mondo, per 7-5 6-3. Tuttavia, viene annichilita da Amélie Mauresmo, la quale le infligge un catastrofale doppio bagel. 
Prende parte al torneo di Acapulco, uscendo di scena al secondo turno per mano di Shinobu Asagoe. Dopo di che, giunge nei quarti di finale a Indian Wells, venendo fermata al quarto turno da Jennifer Capriati, mentre a Miami non va oltre il secondo turno a causa di Nicole Pratt. Seguono i quarti di finale a Sarasota (eliminata da Anastasija Myskina) e un terzo turno a Charleston (estromessa da Jelena Dokić).
Scesa al posto nº 21 della classifica, prende parte al torneo di Ponte Vedra Beach come decima testa di serie e ottiene un bye al primo turno. In seguito, non cede un set a Lina Krasnoruckaja, Amanda Coetzer e Daniela Hantuchová (nº 9 WTA). A quest'ultima, lascia appena un games. Raggiunge così la semifinale, dove affronta la numero quattro del mondo, Justine Henin; l'esito è positivo e la russa si impone in rimonta con lo score 3-6 6-4 7-5. Si spinge nella sua prima finale stagione, dove è chiamata a fronteggiare Lindsay Davenport. Contro ogni prognostico, si impone sulla statunitense numero cinque del ranking con il punteggio di 4-6 7-5 6-3. 
Viene chiamata a disputare un match della Fed Cup contro Iva Majoli. Dement'eva si imporrà con facilità sulla croata.
Si presenta a Berlino, dove viene eliminata dalla qualificata Dinara Safina, complice anche il ritiro di Elena sul punteggio 6-2 2-6 0-1. Uscirà all'esordio anche a Strasburgo e all'Open di Francia rispettivamente per mano di Émilie Loit e María Antonia Sánchez Lorenzo. 
Apre la stagione sull'erba con due vittorie su Tara Snyder e Marion Bartoli, prima di cedere contro la sedicenne giovane promessa del tennis Marija Šarapova (6-2 6(4)–7 2-6). Si spinge fino ai quarti di finale anche a 's-Hertogenbosch, dove estromette nuovamente Émilie Loit ed Els Callens. Verrà sconfitta dalla quinta testa di serie, Nadia Petrova. Partecipa al torneo di Wimbledon aggiudicandosi tre partite contro tenniste non facenti parte della top 100: Angelika Roesch per 6-2 6-1, Arantxa Parra Santonja per 6-1 6-1 ed Anikó Kapros per 6-3 6-1, per poi cedere alla numero uno del mondo, Serena Williams, che avrà la meglio con un periodico 2-6. 
La russa si impone con decisione su Katarina Srebotnik nell'incontro di Fed Cup. 
In seguito, a San Diego supera Francesca Schiavone, subendo poi la vendita di Justine Henin. Non fa meglio a Los Angeles, sconfitta da Virginia Ruano Pascual. Si riscatta nella Rogers Cup, in quanto estromette Alicia Molik per 6-3 7–6(7), Janette Husárová con un doppio 6-1 e in rimonta le top 10 Anastasija Myskina ed Amélie Mauresmo. In semifinale, tuttavia, viene fermata dalla seconda testa di serie, Justine Henin. In previsione agli US Open, raggiunge un'altra semifinale a New Haven. Qui, si impone su Silvia Farina Elia, Conchita Martínez e Cara Black. prima di subire una netta sconfitta da Lindsay Davenport. Disputa lo Slam newyorkese come undicesima testa di serie ed estromette: Alena Vašková per 6-2 6-3, Tetjana Perebyjnis per 5-7 6-4 6-0 ed Amy Frazier per 7–6(1) 7–6(3). Viene sconfitta negli ottavi di finale da Jennifer Capriati.
Rientrata nella top 10, precisamente al nono posto, si aggiudica il titolo a Bali sconfiggendo Anna-Lena Grönefeld per 6-4 6-1, Tamarine Tanasugarn per 6-4 6-2, María Vento-Kabchi per 6-4 6-3 e Chanda Rubin per 6-2 6-1. Successivamente, trionfa anche a Shanghai, dove elimina in ordine: Petra Mandula per 6-3 7–6(1), Marija Šarapova per 6-4 7–6(4), Ai Sugiyama per 6-1 3-6 6-3 e nuovamente Chanda Rubin per 6-3 7–6(6). 
Tornata nella città natale, a Mosca ottiene un bye al primo turno, si impone facilmente su Jelena Kostanić Tošić ed usufruisce del ritiro di Francesca Schiavone sul punteggio di 6-1 2-1 in favore alla russa. In semifinale, però, viene sconfitta nettamente da Amélie Mauresmo. In seguito, esce di scena nei quarti di finale a Stoccarda, per mano di Justine Henin, e al secondo turno a Zurigo, contro Nadia Petrova.
Conclude la stagione con la partecipazione al Masters femminile. Inserita nel gruppo con Mauresmo, Kim Clijsters e Rubin, si aggiudica un solo match contro quest'ultima.

#### 2004: due finali Slam e top 5
Apre con un quarto di finale a Sydney la stagione 2004, che poi si rivelerà essere la migliore per la russa. Durante il torneo si impone su Ansley Cargill per 6-0 0-6 6-3 e su Elena Bovina per 6-2 6-3, prima di perdere contro Lindsay Davenport. Successivamente, viene accreditata della settima testa di serie agli Australian Open, ma con grande stupore viene sconfitta dalla stella in ascesa Jelena Janković al primo turno. Seguono un secondo turno a Tokyo, sconfitta dalla nº 250 del mondo Tat'jana Panova, e un quarto di finale a Parigi, eliminata da Tatiana Golovin, nº 135 del ranking.
Nonostante questi pessimi risultati, Dement'eva si riscatta a Miami, dove raggiunge la finale sconfitta solo da Serena Williams con un doppio 1-6. Nel corso del torneo, si era imposta su Ruxandra Dragomir per 6-4 6-1; Maria Sanchez Lorenzo per 6-4 6-3; Jelena Dokić per 5-7 6-1 6-3; Venus Williams per 6-3 5-7 7–6(3) e Nadia Petrova per 6-4 6-2. Salita alla sesta posizione della classifica mondiale, esce all'esordio a Ponte Vedra Beach contro Jelena Kostanić Tošić, complice anche il ritiro sul punteggio in favore alla croata avanti di 6(5)–7 0-1. Recupera in tempo per il torneo di Charleston, ma non va oltre il terzo turno, estromessa da Patty Schnyder. Scende, così, alla nona posizione.
In seguito, torna in Europa a Berlino, ma anche qui non riesce a superare il terzo turno per mano di Svetlana Kuznecova, mentre a Roma viene fermata all'esordio dalla giovane Marija Šarapova. 
Dement'eva si presenta all'Open di Francia senza alcun titolo in tasca e, ad eccezione di Miami, senza finali. Apre lo Slam con una vittoria difficile su Mervana Jugić-Salkić con il punteggio di 7–6(4) 1-6 6-4, per poi annichilire Nicole Pratt con un periodico 6-2. Nel terzo turno subisce un bagel per mano di Anna Smashnova, riuscendo poi a recuperare nel secondo parziale con un tie-break, mentre usufruisce del ritiro dell'israeliana all'inizio del set decisivo (0-6 7–6(2) 0-1). Successivamente, si vendica di Lindsay Davenport per 6-1 6-3 ed elimina la padrona di casa Amélie Mauresmo per 6-4 6-3. Nella sua prima semifinale Slam, invece, si impone su Paola Suárez con lo score 6-0 7-5. Giunge così in finale, dove trova la connazionale Anastasija Myskina: è la prima finale Slam tra giocatrici russe. Entrambe sono molto tese, tant'è che piangono negli spogliatoi ed Elena non riesce a servire dentro il campo in allenamento. Arriva il giorno dell'ultimo atto e apre l'incontro Dement'eva che serve tre doppi falli; Myskina si aggiudicherà il titolo lasciando solamente tre games all'avversaria. 
Ritorna in campo il 21 giugno a Wimbledon, ma cede a Sandra Kleinová nel primo turno. In seguito, raggiunge le semifinali nel torneo di Carson ai danni di Svetlana Kuznecova (nº 9 WTA, sconfitta nei quarti di finale), venendo sconfitta da Serena Williams, e a San Diego, venendo estromessa da Lindsay Davenport in due parziali. Nonostante ciò, sia a Toronto che alle Olimpiadi di Atene esce all'esordio, sconfitta rispettivamente da Gisela Dulko (1-6 4-6) e da Alicia Molik (6-4 0-6 3-6). Si presenta a New Haven, non riuscendo ad andare oltre la semifinale, sconfitta da Elena Bovina. 
Disputa gli US Open come sesta testa di serie. Qui, rimonta Dinara Safina con il punteggio di 2-6 6-1 6-2, elimina con facilità Séverine Brémond Beltrame per 6-3 6-2 ed usufruisce del ritiro di Nathalie Dechy, la quale non scende nemmeno in campo. Nel quarto turno e nei quarti di finale rimonta Vera Zvonarëva e Amélie Mauresmo con il punteggio di 1-6 6-4 6-3 e 4-6 6-4 7–6(1). Giunge, così, in semifinale, per la prima volta dal 2000. Sfida Jennifer Capriati per un posto in finale; il match nel primo parziale è a senso unico per la russa, che se lo aggiudica senza concedere un game all'avversaria. Tutt'altra storia è il secondo set, dove si ribalta la situazione e la statunitense si vendica per il parziale precedente. Quello decisivo è, invece, una vera e propria lotta, tant'è che le due tenniste arrivano al tie-break. Nonostante ciò, Dement'eva non sbaglia e si porta a casa il match con il punteggio finale di 6-0 2-6 7–6(5). Nella sua seconda finale Slam della stagione e della carriera affronta la rivale connazionale Svetlana Kuznecova, la quale trionferà con lo score 3-6 5-7. 
Elena si aggiudica il primo titolo del 2004 in Belgio, effettuando una fantastica rimonta in finale contro Elena Bovina (0-6 6-0 6-4). Nella corsa al titolo ha sconfitto in due parziali Michaela Paštiková, Denisa Chládková e Maria Elena Camerin. Segue una deludente sconfitta all'esordio a Stoccarda per mano di Lisa Raymond (0-6 5-7). Raggiunge un'altra finale a Mosca, dove non cede un parziale a Patty Schnyder, Sanda Mamić, Svetlana Kuznecova ed Elena Bovina, per poi perdere nuovamente contro Anastasia Myskina. Salita alla quinta posizione, prende parte al torneo di Zurigo. Qui, grazie alle vittorie al terzo set su Elena Bovina e su Ai Sugiyama, raggiunge in semifinale Marija Šarapova, venendo rimontata da essa. 
Per concludere la stagione, disputa il Master femminile di fine anno. Inserita nel gruppo insieme ad Anastasia Myskina, Lindsay Davenport e Serena Williams, subisce tre sconfitte senza vincere nemmeno un parziale.

#### 2005: due finali WTA e 3ª semifinale allo US Open
Apre la stagione a Sydney, dove dopo le vittorie su Eléni Daniilídou e Patty Schnyder al terzo set, si ritira prima del match valido per la finale contro Samantha Stosur, wildcard australiana. Successivamente, agli Australian Open estromette con facilità Al'ona Bondarenko ed Anna Čakvetadze, e si aggiudica anche il braccio di ferro contro Daniela Hantuchová con lo score 7-5 5-7 6-4. Tuttavia, nel quarto turno cede alla distanza a Patty Schnyder (7–6(6) 6(4)–7 2-6). Nel torneo Premier di Tokyo supera Akiko Morigami, cedendo nei quarti di finale a Shinobu Asagoe. 
Ottenuto un bye al primo turno a Indian Wells, si impone in due parziali su Abigail Spears per 6-2 7–6(5), per poi rimontare tre avversarie: Séverine Brémond Beltrame per 5-7 6-3 7–6(5), Tatiana Golovin per 2-6 6-4 6-4 e Svetlana Kuznecova per 3-6 6-3 7-5. Viene fermata da Kim Clijsters, nº 133 del mondo e futura campionessa. Vola a Miami la settimana seguente, dove supera Evgenija Lineckaja, Magdalena Maleeva e Tatiana Golovin, per poi cedere nei quarti di finale nuovamente alla Clijsters, ora salita alla 38ª posizione della classifica. Proseguono i successi a Charleston ai danni di Alina Židkova, Nuria Llagostera Vives, Katarina Srebotnik e Patty Schnyder, che le permettono di raggiungere la prima finale stagionale. Nonostante i prognostici nettamente a suo favore, sarà la nuova stella del tennis Justine Henin a sollevare il trofeo.
È chiamata a giocare la Fed Cup contro l'Italia aggiudicandosi entrambi i matches: supera Francesca Schiavone per 4-6 7–6(2) 6-0 e Tathiana Garbin per 6-4 6-3.
Restando a Roma, disputa gli Internazionali BNL d'Italia, ma senza successo, poiché viene sconfitta ancora una volta da Gisela Dulko all'esordio. In seguito, ai danni di Barbora Strýcová, Sanda Mamić e Akiko Morigami, raggiunge gli ottavi di finale nello Slam parigino, ma qui viene fermata a sorpresa da Elena Likhovtseva, dopo aver perso un match molto complicato (6(3)–7 7-5 5-7). Non riuscendo a difendere la finale dell'edizione precedente, scivola alla sesta posizione.
Apre la stagione sull'erba con un ritiro sul 5-5 nel primo set contro Denisa Chládková a 's-Hertogenbosch. Recupera in tempo per Wimbledon. Qui raggiunge il terzo quarto turno consecutivo della stagione dei tornei Slam, dopo aver sconfitto Iveta Melzer, Sabine Klaschka e Mashona Washington, mentre viene sconfitta in rimonta da Anastasija Myskina (6-1 6(9)–7 5-7).
Disputa due partite della Fed Cup contro Venus Williams (1-6 2-6) e Mashona Washington (7-5 6-4). 
Nel torneo di San Diego, cede al secondo turno a Peng Shuai. Dement'eva resta in California e vola a Carson dove raggiunge la semifinale, venendo sconfitta nettamente da Daniela Hantuchová. Precedentemente, si era imposta su Samantha Stosur, Marion Bartoli e Tathiana Garbin. A New Haven elimina Vera Duševina, prima di venire sconfitta da Anabel Medina Garrigues. Tuttavia, nell'ultimo Slam del 2005, raggiunge la semifinale. Qui supera in due parziali Lucie Šafářová e Mariana Díaz Oliva, mentre cede un set ad Anna Čakvetadze, superandola al tie-break nel set decisivo. Nel quarto turno elimina Patty Schnyder, imponendosi poi su Lindsay Davenport per 7–6(6) nel terzo set. Approda in semifinale allo US Open, ma viene sconfitta da una Mary Pierce (6-3 2-6 2-6) tornata a livelli altissimi in quell'anno. Il match ha subito un'interruzione di 12 minuti dopo il primo set a causa dell'intervento del fisioterapista chiesto dalla giocatrice francese, circostanza che può aver deconcentrato la russa. In coppia con Flavia Pennetta, ha raggiunto la finale di doppio. A fine torneo, scende all'ottava posizione del ranking.
Infine, Elena guida la Russia nella finale di Fed Cup contro la Francia, vincendo i due singolari contro Mary Pierce (7–6(1) 2-6 6-1) e Amélie Mauresmo (6-4 4-6 6-2) e il doppio con Dinara Safina.
Prosegue l'ottimo stato di forma a Stoccarda, dove supera tra le altre anche la top 3 Kim Clijsters in tre parziali. Tuttavia, viene fermata in semifinale dalla top 5 Amélie Mauresmo. Si spinge fino alla seconda semifinale consecutiva a Mosca, dove cede stavolta a Francesca Schiavone, dopo aver annichilito Anastasija Myskina. Contro quest'ultima, subirà una pesante sconfitta in tre parziali nei quarti di finale a Zurigo la settimana seguente. Nella speranza di raccogliere abbastanza punti per poter prendere parte alle WTA Championships, disputa il torneo di Linz uscendo di scena al secondo turno per opera di Květa Peschke. Scesa alla decima posizione, la sua ultima possibilità è l'Advanta Championships di Philadelphia. Nel corso del torneo, usufruisce di un bye al primo turno e supera con facilità la qualificata Angelika Bachmann. Nei quarti di finale si vendica in rimonta su Květa Peschke, infliggendole anche un bagel, per poi passare in finale grazie al ritiro di Nadia Petrova, la quale non scende nemmeno in campo. Nell'ultimo atto affronta nuovamente la Mauresmo, la quale si aggiudica il torneo con lo score 5-7 6-2 5-7. 
Grazie ai punti ottenuti, si issa al settimo posto della classifica e viene inserita nel gruppo del Masters insieme a Mary Pierce (nº 5 WTA), Amélie Mauresmo (nº 4 WTA) e Kim Clijsters (nº 2 WTA). Come l'anno precedente, la russa perde tutte le partite ma stavolta con il medesimo punteggio: 2-6 3-6. 

### 2006: 1º titolo Tier I e ritorno in top 5
Il 2006 inizia malissimo per Elena, battuta da Julia Schruff al primo turno dell'Australian Open, tuttavia si riscatta immediatamente, aggiudicandosi il primo torneo Tier I a Tokyo battendo in finale la rientrante Martina Hingis 6-2, 6-0. Nel corso del torneo si sbarazza anche di Katarina Srebotnik, Nicole Vaidišová ed Anastasija Myskina.
In seguito, prende parte al torneo di Parigi, dove ce alla quarta testa di serie, Patty Schnyder, nei quarti di finale. Si spinge fino alla semifinale in Belgio superando Maret Ani, Marta Domachowska ed Eléni Daniilídou, per poi perdere in rimonta contro Kim Clijsters, numero uno del mondo. Il periodo di successi continua a Indian Wells. Difatti, Dement'eva ottiene un bye al primo turno, in qualità di quarta testa di serie, per poi eliminare in tre sets Nastas'sja Jakimava e Sania Mirza, estromette Li Na per 6-3 6-2 e la top 20 Ana Ivanović per 2-6 6-4 6-2. Giunge, così, in semifinale dove viene chiamata ad affrontare Justine Henin: l'esito è a favore della russa, la quale rimonta un set a Henin e si aggiudica il match con il punteggio finale di 2-6 7-5 7-5. Approdata in finale, viene annichilita dalla connazionale e top 5 Marija Šarapova. Qualche giorno dopo, si impone con facilità su Anna Tatišvili e Michaëlla Krajicek, prima di venire sorpresa da Tatiana Golovin negli ottavi di finale.
Disputa le due partite della Fed Cup contro il Belgio, incassando una pesante sconfitta da Justine Henin, che si vendica con lo score 2-6 0-6; mentre batte Kim Clijsters per 6-4 6-3. 
Raggiunge la semifinale in Polonia ai danni di Tetjana Perebyjnis ed Agnieszka Radwańska, prima di cedere a Clijsters. Seguono un terzo turno a Berlino, perso contro Martina Hingis, un quarto di finale a Roma, fermata da Dinara Safina e un terzo turno agli Open di Francia, estromessa da Shahar Peer.
Inaugura la stagione sull'erba con una semifinale a 's-Hertogenbosch dove, dopo aver ottenuto un bye al primo turno in qualità di prima testa di serie, supera Elena Vesnina ed Ana Ivanović. Viene sconfitta a sorpresa da Michaëlla Krajicek, che si vendica per 6-1 6(5)–7 4-6. Nel torneo di Wimbledon si impone su Sania Mirza per 7-6 7-5, Meghann Shaughnessy per 5-7 6-3 7-5, Elena Lichovceva per 7-5 6-3 e Shenay Perry per 6-2 6-0. Approdata nella seconda settimana dello Slam londinese, viene nettamente sconfitta ancora una volta da Marija Šarapova; durante l'incontro perso con l'acclamata bellezza russa, entra in campo inevitabilmente, l'ennesimo streaker... se l'avversaria si volta e continua a mantenere la concentrazione, Elena esprime un sorrisetto divertito.
Si presenta a Umag per la Fed Cup, vincendo entrambi gli incontri contro le croate Karolina Šprem e Sanja Ancic. 

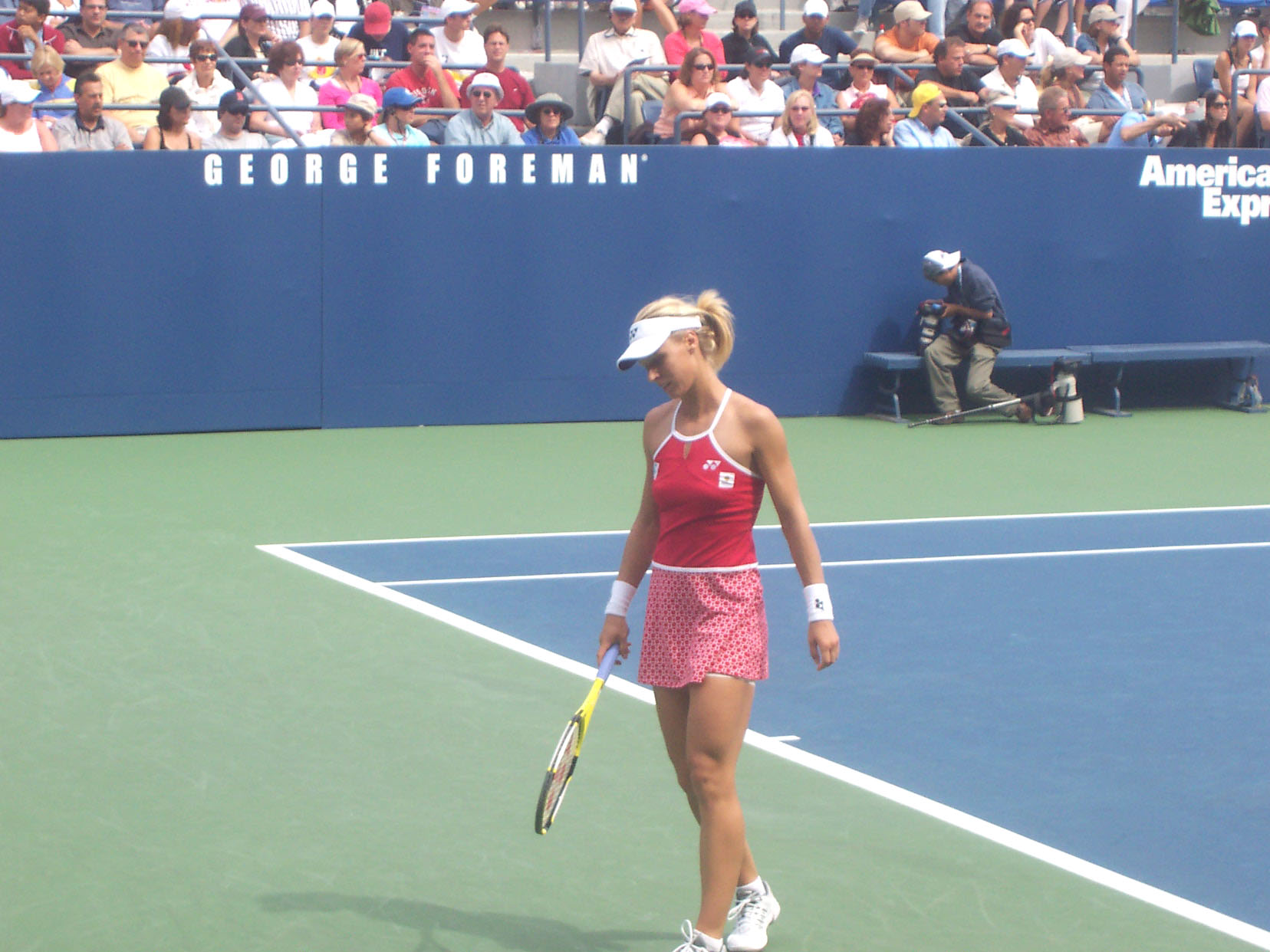
Elena Dement'eva agli US Open 2006

Nel torneo di San Diego, estromette Ashley Harkleroad e Sania Mirza, per poi perdere contro Patty Schnyder. Tuttavia, si riscatta vincendo il secondo titolo stagionale a Los Angeles, battendo nell'ultimo atto Jelena Janković 6-3 4-6 6-4. Nella corsa al titolo ottiene un bye al primo turno, supera in due parziali Julia Schruff e Shahar Peer, mentre rimonta la wildcard Bethanie Mattek-Sands per 4-6 6-1 6-1. In semifinale, si vendica di Šarapova con lo score 7-5 6-2. A fine torneo, sale alla quinta posizione del ranking.
A New Haven viene estromessa nei quarti di finale da Svetlana Kuznecova.  Si presenta agli US Open, dove si sbarazza di Laura Granville, Emma Laine, Vera Zvonarëva ed Aravane Rezaï senza cedere un set. Nei quarti di finale, subisce una pesantissima sconfitta per 2-6 1-6 da parte di Jelena Janković, vittoriosa contro una Dement'eva disastrosa nel proprio turno di battuta.
Ritorna in Europa e disputa i quarti di finale a Lussemburgo, fermata da Agnieszka Radwańska, nº 95 del mondo. A Stoccarda non fa meglio, poiché Elena sconfigge la Srebotnik 4-6, 7-5, 7-5 al secondo turno, dopo un difficile recupero e contro fastidiosi crampi che le impediranno di proseguire il torneo. Al torneo di Mosca la Dement'eva riesce ad aver ragione della Peer al secondo turno, dopo aver salvato un match point, prosegue battendo la Schnyder ai quarti, ma deve arrendersi in semifinale all'ennesima nuova stella nascente dell'ex impero sovietico, Anna Čakvetadze per 5-7 6-3 0-6. Prende parte al torneo di Zurigo, sconfitta ancora una volta da Srebotnik. 
Elena si qualifica per la settima volta consecutiva al Master di fine anno, unica giocatrice in attività a vantare una simile striscia, tuttavia la sua partecipazione è decisamente negativa: la bella moscovita non riesce ad aggiudicarsi nemmeno un set nel round robin contro la Šarapova (6-1, 6-4), la Kuznecova (7-5, 6-3) e la Clijsters (6-4, 6-0).

### 2007: 2º titolo Tier I

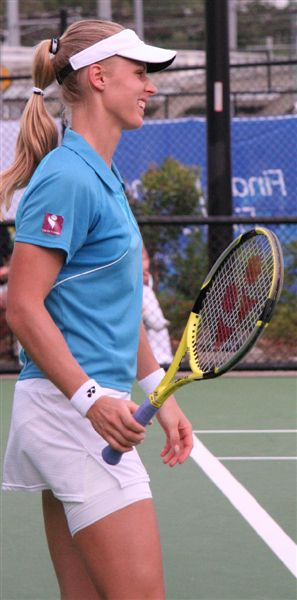
Elena Dement'eva agli Australian Open 2007

Apre l'anno con una difficile vittoria a Sydney su Ai Sugiyama con il punteggio 6(3)–7 7–6(3) 6-0, per poi cedere a sua volta in rimonta contro Li Na. Agli Australian Open raggiunge gli ottavi di finale ai danni di Stéphanie Foretz, Martina Müller e Maria Elena Camerin, ma esce di fronte al primo vero ostacolo difficile, al quarto turno, per mano della Vaidišová, mostrando i consueti limiti e una netta inferiorità, come testimonia il duplice 6-3 in favore di Nicole. Anche la partecipazione al Tier I di Tokyo non le regala soddisfazioni: in semifinale Elena si deve arrendere in 2 set alla Hingis, a causa anche di pessimi inizi di set e di 2 doppi falli nei momenti decisivi, che finiscono per far pendere la bilancia a favore della Svizzera.
Successivamente, è costretta a saltare per un infortunio da stress i mesi di marzo e di aprile, ripresentandosi a maggio al via della stagione della terra rossa, entrando progressivamente in forma nei tornei di Varsavia (al 2º turno, sconfitta da Venus Williams), Berlino (al 3º turno sconfitta da Nadia Petrova) e Roma (ai quarti fermata da Jelena Janković); al torneo di Istanbul (Tier III) ottiene il primo successo dell'anno, sconfiggendo in finale la francese Aravane Rezaï per 7–6(5) 3-0, complice il ritiro dell'avversaria. Al Roland Garros conferma i soliti limiti caratteriali, fermandosi al terzo turno per mano di Marion Bartoli.
Sull'erba di Eastbourne viene sconfitta ancora dalla Bartoli, e il momento negativo si conferma anche a Wimbledon, dove esce al terzo turno contro Tamira Paszek, avversaria di classifica nettamente inferiore.
Nella stagione americana sul cemento ottiene inizialmente buoni risultati con la semifinale di San Diego. Qui, si impone su Catalina Castaño per 6-4 3-6 6-1, Angelique Kerber per 6-4 3-6 6-1, Marion Bartoli per 6-4 7-5 e Marija Kirilenko per 6-2 6-4. Viene poi fermata da Patty Schnyder, con il punteggio di 6(4)–7 0-6. Si spinge ai quarti di finale a Los Angeles, dove viene sorpresa ancora una volta da Marija Šarapova, la quale con un comodo 3-6 4-6 le nega la possibilità di difendere il titolo. In seguito, viene sconfitta all'esordio nella Rogers Cup per mano di Francesca Schiavone. In preparazione agli US Open, raggiunge la semifinale a New Haven superando Mara Santangelo, Ashley Harkleroad e Marion Bartoli, venendo poi costretta a ritirarsi contro Svetlana Kuznecova sul punteggio di 6-4 3-6 0-3 in favore alla rivale. Nello Slam newyorkese non conferma nuovamente le aspettativa, venendo nettamente sconfitta al terzo turno da Sybille Bammer.
Vola a Pechino, dove annichilisce Tamira Paszek, prima di subire una sconfitta da Lindsay Davenport, ormai scesa alla posizione nº 154 del ranking. Nel torneo di Stoccarda, viene sconfitta con un periodico 4-6 da Justine Henin. Nella sua città natale, supera in tre sets la qualificata Alicia Molik per 6-2 4-6 6-3, mentre si impone facilmente su Patty Schnyder, Viktoryja Azaranka e Dinara Safina. Raggiunge così la finale, dove, con una splendida tanto quanto clamorosa rimonta, supera Serena Williams con il punteggio di 5-7 6-1 6-1. Il secondo Tier I della carriera, le consente di rientrare nella top 10, fermandosi esattamente al decimo posto. 
Conclude la stagione con un ritiro a Zurigo contro Francesca Schiavone nel primo turno, che le vale l'uscita definitiva dalla top 10. Di conseguenza, non le è consentito disputare il Masters femminile, dopo sette anni consecutivi di presenza (2000-2006).

### 2008-2010: Ritorno al successo

#### 2008: oro olimpico e semifinale a Wimbledon

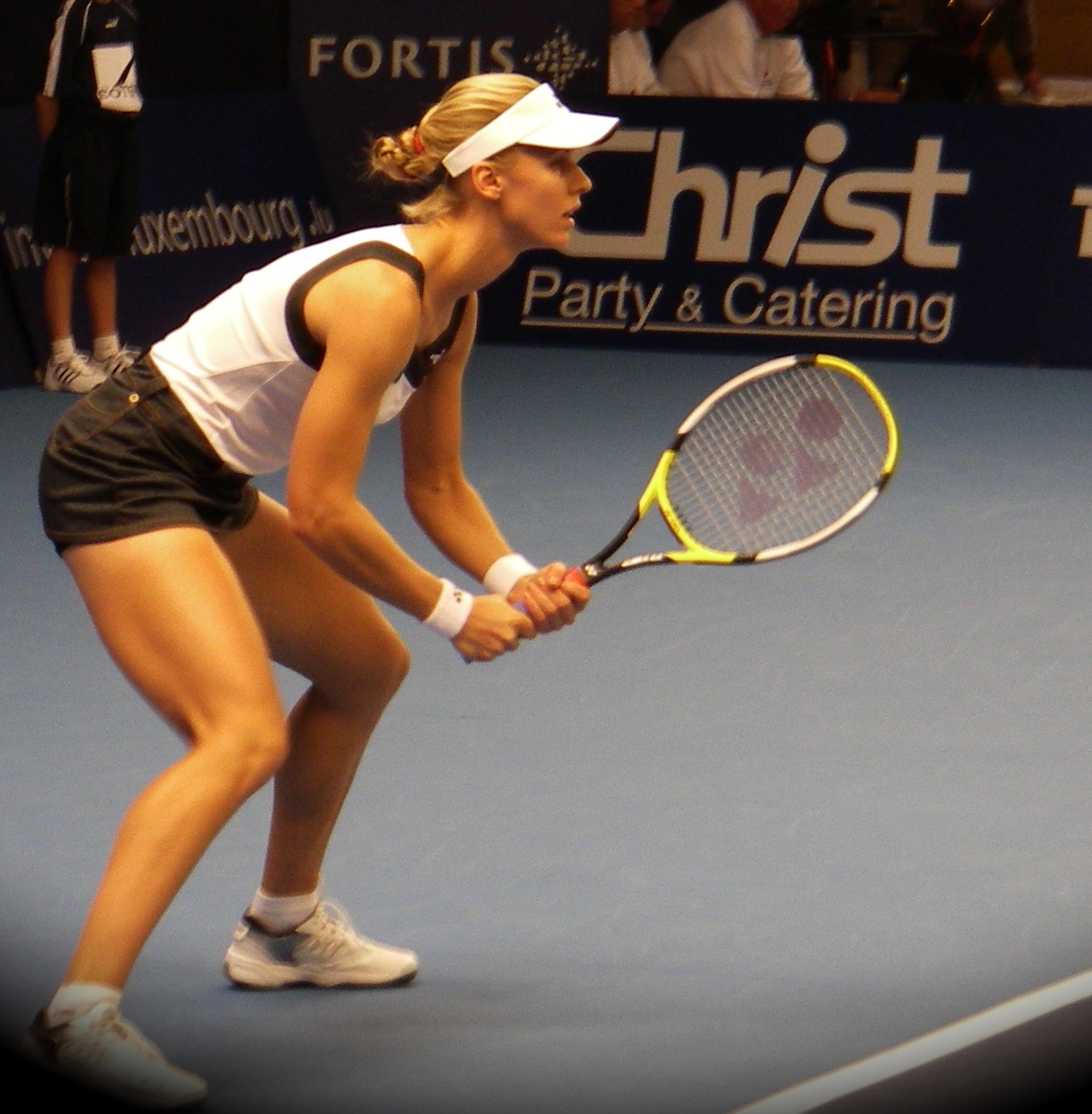
Elena Dement'eva nel 2008

Anche il 2008 non si apre benissimo per Elena: in preparazione agli Australian Open partecipa al torneo di Sydney, ove viene eliminata al primo turno da Sofia Arvidsson, numero 97 al mondo. Il momento negativo si conferma anche al torneo principale, dal quale esce al quarto turno contro la prima avversaria di alto livello, Marija Šarapova, che la sconfigge 6-2 6-0. Dopo una deludente semifinale a Parigi, Elena in marzo si presenta al torneo di Dubai, nel quale, dando fondo alle proprie ritrovate energie riesce a raggiungere la finale, da disputarsi contro Svetlana Kuznecova. Nella combattutissima partita (vinta 4-6 6-3 6-2), Elena conferma, oltre alla propria naturale predisposizione al cemento, anche la propria particolare abilità nel vincere partite dalla lunga durata.
Anche al torneo successivo, sul cemento di Miami, Elena sembra inizialmente in forma, ma si ritira ai quarti durante la partita contro Jelena Janković, numero 3 al mondo. Tale risultato le permette tuttavia di rientrare nella top 10 del ranking mondiale, dalla quale era fuoriuscita a causa dell'infortunio del 2007. A Charleston, per l'inizio della stagione sulla terra, Elena raggiunge la semifinale, nella quale viene sconfitta da Vera Zvonarëva, tornata ad esprimersi ad alto livello dopo un paio d'anni di appannamento. Nei due successivi tornei su terra, a Berlino e ad Istanbul, Elena conferma la propria forma smagliante raggiungendo la finale in entrambi, finali che perde rispettivamente contro Dinara Safina (sempre vincente negli scontri diretti sulla terra) e Agnieszka Radwańska. Al Roland Garros, dopo aver sconfitto la Zvonarëva al quarto turno, viene nuovamente eliminata dalla Safina. Grazie a questo risultato Elena ritorna in top 5 fino alla quinta posizione del ranking.
All'inizio della stagione sull'erba, a S'Hertogenbosch, in semifinale Elena viene sconfitta per la terza volta nella stagione dalla Safina. A Wimbledon, invece, nuovamente fra le favorite, disputa un torneo eccellente, che la vede migliorare di molto i precedenti risultati, invero non sempre eccellenti: dopo aver sconfitto ai quarti una rediviva Nadia Petrova (6-1 6-7 6-3 il risultato finale), si arrende in semifinale alla futura campionessa Venus Williams.

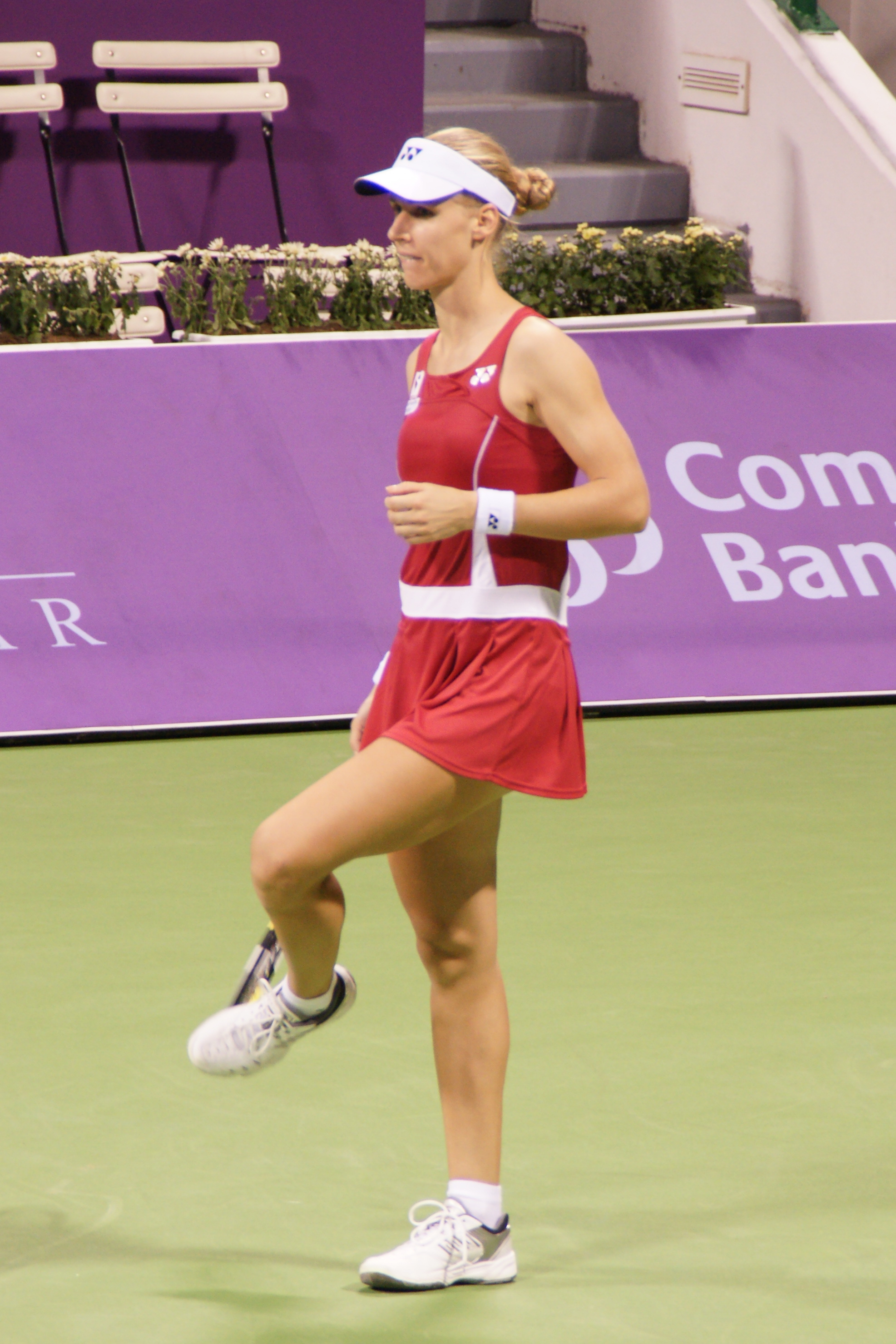
Elena Dement'eva alle WTA Finals nel 2008

Quando ad agosto il calendario torna al cemento, Elena rimedia un pessimo primo turno a Montréal, sconfitta dalla Cibulková. Con questo poco edificante preludio affronta le Olimpiadi di Pechino, che invece la vedono dare vita ad un autentico capolavoro tennistico, al momento il suo massimo traguardo raggiunto: dopo due facili partite contro la Bondarenko e la Arvidsson, Elena sconfigge la Wozniacki al terzo turno e, nei quarti, prevale contro Serena Williams al termine di una durissima partita (dopo aver perso il primo set 3-6, Elena entra in partita e, dopo aver vinto il secondo set 6-4 chiude vincendo 6-3 la terza frazione di gioco grazie alla propria maggiore resistenza). In semifinale prevale facilmente contro un'emozionata Vera Zvonarëva per poi vincere la finale contro Dinara Safina, sovvertendo il risultato dei tre precedenti scontri diretti. Come dichiarato dalla Dement'eva stessa in numerose interviste, la vittoria nel singolare femminile Olimpico di Pechino costituisce il punto più alto della sua carriera.
Galvanizzata da questo risultato, Elena approda agli US Open, nei quali, pur giocando ad alto livello, accusa l'eccessiva stanchezza e fallisce l'obiettivo della vittoria finale, uscendo in semifinale contro Jelena Janković a causa dei propri numerosi errori. Al successivo torneo di Tokyo, dopo aver sconfitto la diciottenne francese Alizé Cornet (appena diventata numero 1 di Francia), Elena esce ai quarti contro Katarina Srebotnik. Anche il successivo torneo a Stoccarda termina con un'eliminazione ai quarti, mentre al torneo di Mosca Elena dimostra di aver ritrovato una forma migliore, venendo sconfitta in semifinale da Jelena Janković.
Sul cemento indoor del Lussemburgo, Elena partecipa al torneo di categoria Tier III, e vince in finale contro la Wozniacki, incontrando più difficoltà del previsto. 
Grazie ai risultati positivi della stagione, Elena riesce a qualificarsi ai Championships di fine anno, tenutisi a Doha, come numero 5 del ranking. Viene sconfitta in semifinale da Vera Zvonarëva, e grazie a questo risultato riesce a scavalcare Ana Ivanović terminando la stagione come numero 4 del ranking.

#### 2009: tre titoli, semifinali a Melbourne e a Wimbledon e top 3

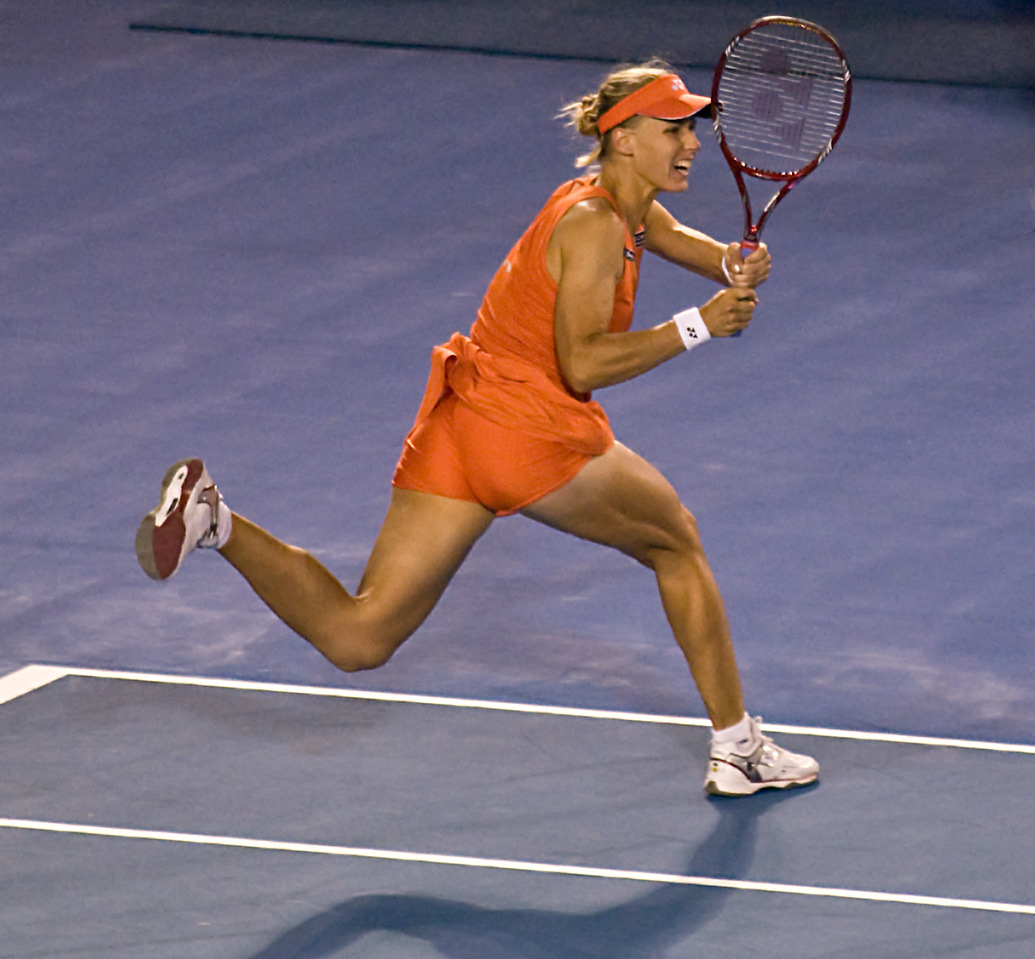
Elena Dement'eva agli Australian Open 2009

Il 2009 si apre nel migliore dei modi per la russa, che si aggiudica due titoli e si spinge fino alla semifinale agli Australian Open per la prima volta. Il primo trofeo della stagione è ad Auckland, dove senza perde un set si sbarazza di Latisha Chan per 7-5 6-3, Marina Eraković per 6-2 6-3, Shahar Peer (quarta testa di serie) per 6-3 6-1, Aravane Rezaï per 6-2 6-2 ed Elena Vesnina per 6-4 6-1. Segue il titolo a Sydney. Qui, la corsa al tredicesimo è molto più entusiasmante. Difatti, Dement'eva supera senza problemi Ekaterina Makarova e Jarmila Wolfe, per imporsi poi su ben tre top 10: Agnieszka Radwańska (nº 10 WTA) per 6-2 5-7 6-4, Serena Williams (nº 2 WTA) per 6-3 6-1 e Dinara Safina (nº 3 WTA) per 6-3 2-6 6-1. Prosegue l'ottimo stato di forma anche a Melbourne. Dopo aver sconfitto Kristina Barrois per 7–6(4) 2-6 6-1, estromette in due parziali Iveta Melzer, Samantha Stosur, Dominika Cibulková e Carla Suárez Navarro. Approdata in semifinale, subisce la vendetta di Serena Williams, che ha la meglio con lo score 3-6 4-6. Inoltre, Dement'eva sigla un bilancio di 15 vittorie a fronte di 1 sola sconfitta, il miglior bilancio della sua carriera.
Si aggiudica il match della Fed Cup contro Zhang Shuai, concedendolo solo tre games.

Si spinge fino alla sua terza finale stagionale a Parigi, superando Aravane Rezaï, Anastasija Pavljučenkova, Nathalie Dechy ed usufruisce del ritiro di Serena Williams, ora diventata numero uno del mondo. Nell'ultimo atto, perde il braccio di ferro contro Amélie Mauresmo (6(7)–7 6-2 4-6). Qualche giorno dopo, a Dubai si impone su Sybille Bammer ed Anabel Medina Garrigues, prima di cedere a Venus Williams, che le impedisce di siglare la sua quinta semifinale consecutiva. 

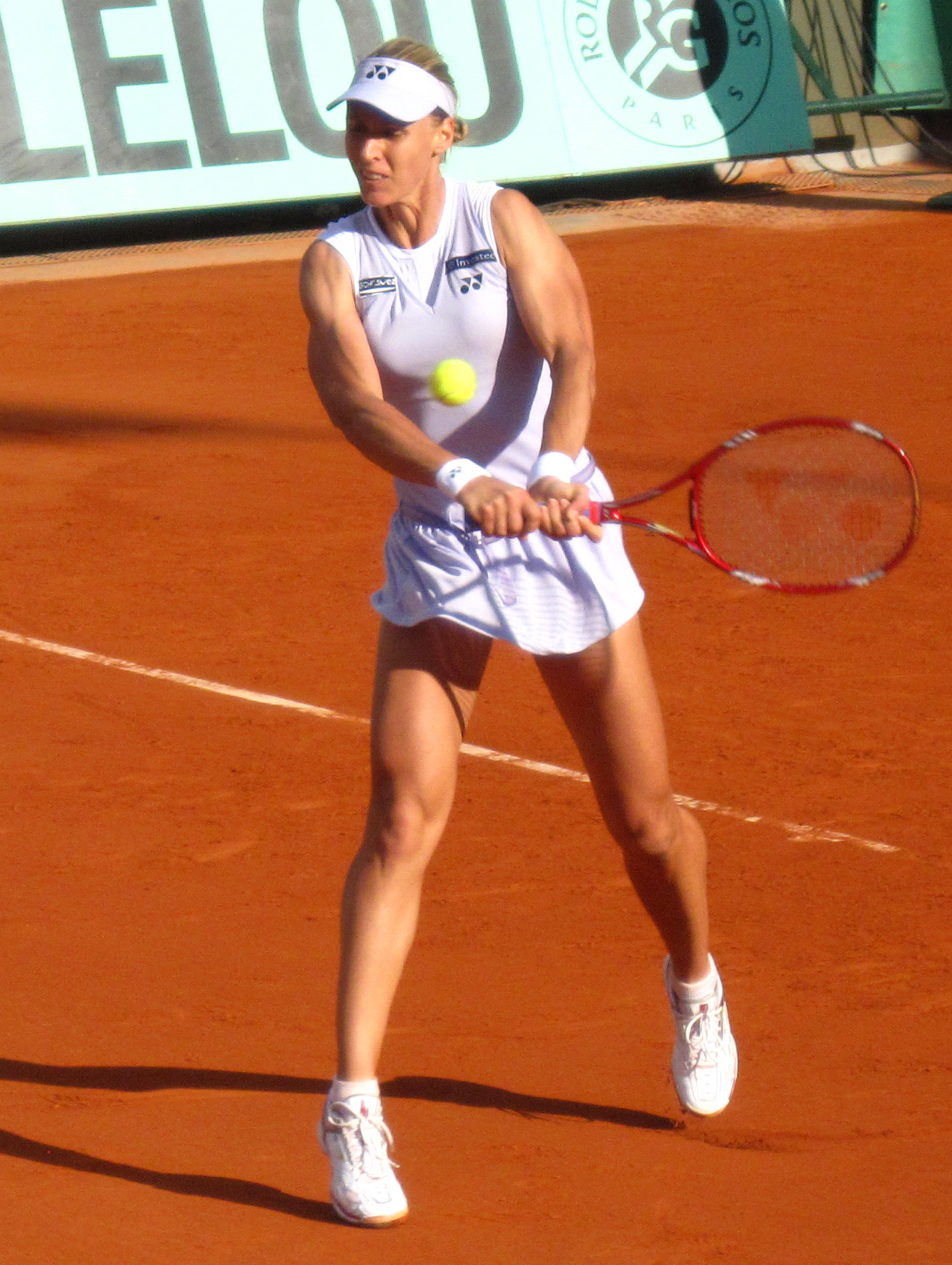
Elena Dement'eva all'Open di Francia 2009

Vola a Indian Wells, venendo sconfitta a sorpresa dalla qualificata e nº 71 del mondo, Petra Cetkovská, per 6(2)–7 6-2 1-6 nel secondo turno. A Miami fa leggermente meglio, poiché vince su Anastasija Pivovarova e Suárez Navarro, per poi perdere contro Caroline Wozniacki negli ottavi. Ciò nonostante, sale alla terza posizione del mondiale. Essa si rivelerà essere il suo miglior piazzamento di sempre. Ritorna in semifinale a Charleston grazie alle vittorie su Julie Ditty, Varvara Lepchenko e Cibulková, venendo nuovamente sconfitta da Wozniacki. Segue un'altra semifinale a Stoccarda ai danni di Anna-Lena Grönefeld per 6-4 3-6 6-3, Ágnes Szávay per 7–6(4) 6-1 e Marion Bartoli per 6-2 4-6 6-3. Il giorno seguente incontra Svetlana Kuznecova, contro la quale non ha chance (4-6 2-6). Dopo di che, cede in rimonta al terzo turno a Madrid contro Mauresmo e all'Open di Francia a favore di Stosur per 3-6 6-4 1-6.
Apre la stagione sull'erba con una vittoria sulla Kirilenko con un periodico 6-2, per poi subire la vendetta di Razzano (0-6 6-3 6(4)–7). Tuttavia, si riscatta nel torneo di Wimbledon con le vittorie su Alla Kudrjavceva, Rezai, Regina Kulikova e Vesnina. Entra di diritto nella seconda settimana dello Slam londinese senza concedere più di cinque games a partita; qui affronta Francesca Schiavone e le infligge un doppio 6-2. Nella sua seconda semifinale a Wimbledon, cede in rimonta a Serena Williams: le due danno vita ad un vero e proprio braccio di ferro, il quale verrà vinto dalla statunitense con il punteggio di 7–6(4) 5-7 6-8.
In previsione degli US Open, si presenta a San Jose imponendosi nettamente su Anne Keothavong, Kirilenko e Daniela Hantuchová, prima di perdere nuovamente contro Venus Williams in semifinale. Il match è a senso unico per Venus, che concede un solo game ad Elena. Segue la semifinale a Cincinnati raggiunta superando, tra le altre, la Wozniacki (nº 8 WTA). Chiamata ad affrontare Jelena Janković, viene sconfitta in un match veramente rocambolesco perso per 6(2)–7 6-0 6(6)–7. Disputa la Rogers Cup come quarta testa di serie, ottenendo un bye al primo turno. All'esordio sconfigge senza difficoltà Ai Sugiyama, mentre è costretta a risolvere le partite contro Shahar Peer e Stosur al terzo set. In semifinale si vendica su Serena Williams, nº 2 del mondo, con il punteggio di 7–6(2) 6-1, raggiungendo Marija Šarapova in finale. Nell'ultimo atto riesce ad avere la meglio sulla rivale più giovane in due comodi parziali: 6-4 6-3. È il terzo titolo del 2009 per Dement'eva. Delude le aspettative agli US Open, poiché, dopo la schiacciante vittoria su Camille Pin, viene sorpresa da Melanie Oudin, nº 70 del ranking.
Inizia lo swing asiatico con una sconfitta all'esordio contro Kateryna Bondarenko. Gioca a Pechino superando Grönefeld, Melinda Czink e Li Na. Le vittorie le consentono di raggiungere i quarti di finale, ma verrà sconfitta da Agnieszka Radwańska. 
Prende parte al Masters di fine anno; come nelle edizioni precedenti, la russa perde le tre partite del girone contro: Kuznecova (3-6 2-6), Serena Williams (2-6 4-6) e Venus Williams (3-6 7–6(6) 2-6).

#### 2010: due titoli, semifinale al Roland Garros e ritiro

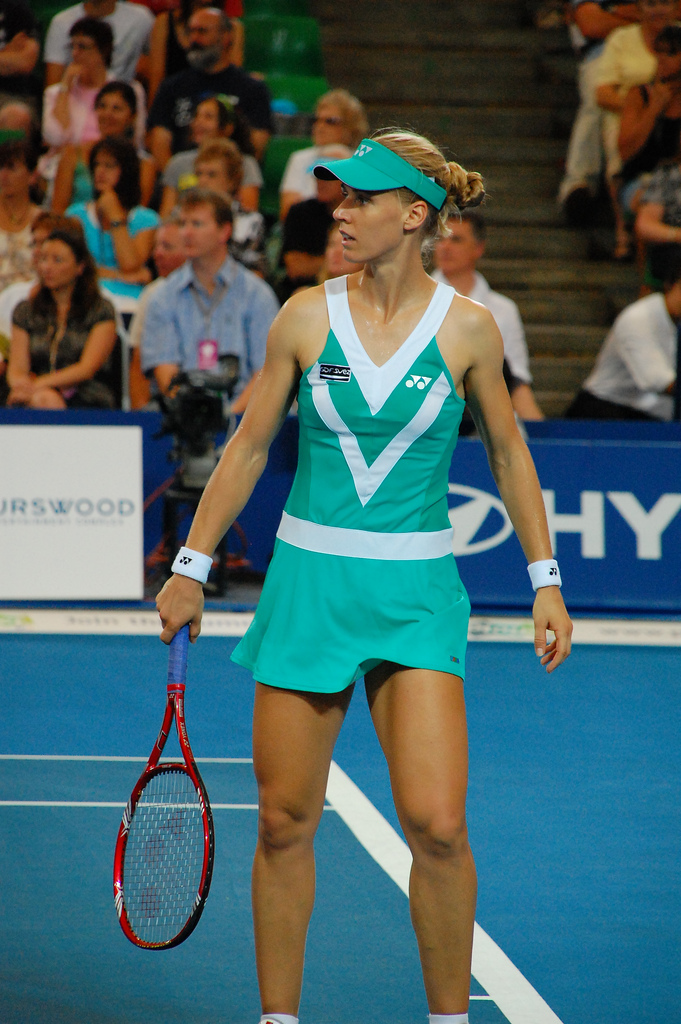
Elena Dement'eva nella Hopman Cup 2010

Come l'anno precedente, apre il 2010 con la vittoria di un torneo. Si tratta di Sydney, dove estromette Francesca Schiavone e Daniela Hantuchová, superando poi le top 10 Dinara Safina (nº 2 WTA), Viktoryja Azaranka (nº 7 WTA) e, in finale, Serena Williams (nº 1 WTA). Delude le aspettative agli Australian Open, venendo sconfitta dalla wildcard Justine Henin nel secondo turno. Nonostante ciò, si aggiudica il sedicesimo titolo della carriera a Parigi ai danni di Lucie Šafářová. Precedentemente si era imposta su Anastasija Pavljučenkova, Andrea Petković e Melanie Oudin. In seguito, si ritira nel corso del match del secondo turno a Dubai contro Daniela Hantuchová. Ritorna in campo a Kuala Lumpur raggiungendo la finale senza giocare contro tenniste della top 50 (Ekaterina Byčkova, Bojana Jovanovski, Magdaléna Rybáriková e Bammer); tuttavia, nell'ultimo atto cede a sorpresa ad Alisa Klejbanova. 
Si presenta a Indian Wells dove disputa i quarti di finale, eliminando Vol'ha Havarcova, Kirsten Flipkens ed Aravane Rezaï, per poi cedere ad Agnieszka Radwańska. Successivamente, esce all'esordio a Miami sconfitta ancora una volta da Henin. 
Nella Fed Cup supera le statunitensi Oudin e Bethanie Mattek-Sands. 
Seguono il terzo turno a Roma, eliminata da Ana Ivanović, un secondo turno a Madrid e a Varsavia, estromessa da Alexandra Dulgheru e Cvetana Pironkova. Si presenta agli Open di Francia senza grandi risultati sulla terra battuta. Ciò nonostante, si impone su Petra Martić con un doppio 6-1; Anabel Medina Garrigues per 6-2 7-6; Aleksandra Wozniak per 6-7 6-3 6-4; Chanelle Scheepers per 6-1 6-3 e Nadia Petrova, nº 20 del mondo, per 2-6 6-2 6-0. Approda in semifinale venendo chiamata ad affrontare Schiavone: è costretta a ritirarsi per un infortunio al piede dopo aver perso il primo set per 6(3)–7. Inoltre, sarà proprio l'italiana ad aggiudicarsi lo Slam.
Scende in campo a fine luglio, saltando così anche Wimbledon. A San Jose supera Kimiko Date, mentre cede a Marija Šarapova. Non fa meglio nemmeno a Cincinnati, uscendo di scena per mano di Anastasija Pavljučenkova. Nella Rogers Cup, viene fermata nel terzo turno da Zheng Jie, la quale le impedisce di difendere il titolo vinto l'anno precedente. Di conseguenza, scivola dall'ottava alla tredicesima posizione, uscendo dalla top 10. A New Haven, grazie alle vittorie su María José Martínez Sánchez, Kateryna Bondarenko e Marion Bartoli, raggiunge la semifinale, dove cede in rimonta a Caroline Wozniacki, nº 2 WTA, con lo score 6-1 3-6 6(5)–7. Agli US Open esce di scena negli ottavi di finale per mano di Stosur. 
Raggiunge la finale a Tokyo superando tra le altre due top 10, ovvero Vera Zvonarëva e Schiavone. Nell'ultimo atto, tuttavia, cede nuovamente in rimonta a Wozniacki. In seguito, viene fermata al terzo turno a Pechino da Ana Ivanović, che si vendica in due tie-breaks. Esce, invece, al secondo turno a Lussemburgo, in quanto è costretta al ritiro nel match contro Polona Hercog. 
Disputa a Doha il Master di fine anno grazie ai ritiri di Serena Williams e Venus Williams. Inserita nel gruppo con Schiavone, Stosur e Wozniacki, si aggiudica solamente il match contro l'australiana con lo score 4–6 6–4 7–6(5). La russa, dopo aver perso la partita contro Francesca, annuncia il proprio ritiro dalle competizioni all'età di 29 anni nello stupore generale degli spettatori.

## Vita privata
Dopo il ritiro dal tennis si è iscritta all'università per studiare pedagogia ed è diventata commentatrice di tennis per una televisione russa. 
Nel 2006 inizia a frequentare il campione di hockey sul ghiaccio Maksim Afinogenov; la coppia si sposa nel 2011 e ha due figli: Veronika, nata nel 2014, e Sergey, nato nel 2016.

## Statistiche

### Finali del Grande Slam

#### Singolare

##### Perse (2)
| Anno | Torneo                  | Avversaria in finale | Punteggio |
| 2004 | Open di Francia, Parigi | Anastasija Myskina   | 1–6, 2–6  |
| 2004 | US Open, New York       | Svetlana Kuznecova   | 3–6, 5–7  |

#### Doppio

##### Perse (2)
| Anno | Torneo                | Compagna         | Avversarie in finale         | Punteggio     |
| 2002 | US Open, New York (1) | Janette Husárová | Virginia Ruano Paola Suárez  | 2–6, 1–6      |
| 2005 | US Open, New York (2) | Flavia Pennetta  | Lisa Raymond Samantha Stosur | 2–6, 7–5, 3–6 |

### Finali olimpiche

#### Singolare

##### Vinte (1)
| Anno | Olimpiadi                     | Avversaria in finale | Punteggio     |
| 2008 | Olimpiadi di Pechino, Pechino | Dinara Safina        | 3–6, 7–5, 6–3 |

##### Perse (1)
| Anno | Olimpiadi                   | Avversaria in finale | Punteggio |
| 2000 | Olimpiadi di Sydney, Sydney | Venus Williams       | 2–6, 4–6  |

### Risultati Slam in progressione
| Sigla | Risultato               |
| ----- | ----------------------- |
| V     | Vincitore               |
| F     | Finalista               |
| SF    | Semifinalista           |
| O     | Oro olimpico            |
| A     | Argento olimpico        |
| SF    | Bronzo olimpico         |
| QF    | Quarti di Finale        |
| 4T    | Quarto turno            |
| 3T    | Terzo turno             |
| 2T    | Secondo turno           |
| 1T    | Primo turno             |
| RR    | Round Robin             |
| LQ    | Turno di qualificazione |
| A     | Assente                 |
| ND    | Non disputato           |

| Legenda superfici    |
| -------------------- |
| Cemento              |
| Terra battuta        |
| Erba                 |
| Superficie variabile |

#### Tornei del Grande Slam

##### Singolare
| Torneo             | 1997    | 1998    | 1999 | 2000 | 2001 | 2002 | 2003 | 2004 | 2005 | 2006 | 2007 | 2008 | 2009 | 2010 | Titoli | V–S    | %Vittorie |
| ------------------ | ------- | ------- | ---- | ---- | ---- | ---- | ---- | ---- | ---- | ---- | ---- | ---- | ---- | ---- | ------ | ------ | --------- |
| Australian Open    | Assente | Assente | 2T   | 3T   | 3T   | 4T   | 1T   | 1T   | 4T   | 1T   | 4T   | 4T   | SF   | 2T   | 0 / 12 | 23–12  | 66%       |
| Open di Francia    | Assente | Assente | 2T   | 2T   | 2T   | 4T   | 1T   | F    | 4T   | 3T   | 3T   | QF   | 3T   | SF   | 0 / 12 | 30–11  | 73%       |
| Wimbledon          | Assente | Assente | 1T   | 1T   | 3T   | 4T   | 4T   | 1T   | 4T   | QF   | 3T   | SF   | SF   | A    | 0 / 11 | 27–11  | 71%       |
| US Open            | A       | Q1      | 3T   | SF   | 4T   | 2T   | 4T   | F    | SF   | QF   | 3T   | SF   | 2T   | 4T   | 0 / 12 | 39–12  | 76%       |
| Vittorie-sconfitte | 0–0     | 0–0     | 4–4  | 8–3  | 8–4  | 10–4 | 6–4  | 11–4 | 14–4 | 10–4 | 9–4  | 17–4 | 13–4 | 9–3  | 0 / 47 | 119–46 | 72%       |